# 汪俊良
汪俊良（1963年12月18日—）為台灣棒球選手之一，曾經效力於中華職棒統一獅隊，守備位置為內野手。於1990年3月17日，擊出中華職棒聯盟史上第一支全壘打。

## 經歷
- 台南縣大灣國小少棒隊
- 台南縣成功國小少棒隊
- 台南市建興國中青少棒隊
- 屏東縣美和中學青少棒隊
- 屏東縣美和中學青棒隊
- 台電棒球隊
- 陸光棒球隊
- 中華職棒統一獅
- 中華職棒統一獅隊管理、球探(1997年)
- 中華職棒統一獅隊二軍教練
- 雲林縣義峰高中青棒隊教練
- 屏東縣大同高中青棒隊教練

## 職棒生涯成績
- (粗黑體字為該年度最佳或最高成績)
- (粗紅體字為聯盟史上最佳或最高成績)

| 年度   | 球隊   | 出賽 | 打數 | 安打 | 全壘打 | 打點 | 盜壘 | 四死 | 三振 | 壘打數 | 犧牲短打 | 打擊率 |
| ------ | ------ | ---- | ---- | ---- | ------ | ---- | ---- | ---- | ---- | ------ | -------- | ------ |
| 1990年 | 統一獅 | 83   | 285  | 69   | 1      | 24   | 3    | 32   | 25   | 87     | 12       | 0.242  |
| 1991年 | 統一獅 | 77   | 228  | 54   | 0      | 19   | 0    | 17   | 22   | 63     | 15       | 0.237  |
| 1992年 | 統一獅 | 69   | 188  | 48   | 0      | 18   | 2    | 28   | 23   | 61     | 33       | 0.255  |
| 1993年 | 統一獅 | 53   | 138  | 33   | 1      | 14   | 0    | 24   | 19   | 39     | 14       | 0.239  |
| 1994年 | 統一獅 | 2    | 1    | 0    | 0      | 0    | 0    | 0    | 1    | 0      | 0        | 0.000  |
| 合計   | 5年    | 284  | 840  | 104  | 2      | 75   | 5    | 101  | 90   | 250    | 74       | 0.243  |

## 特殊事蹟
- 1990年敲出中華職棒史上首次全壘打。該比賽為中華職棒元年開幕戰，在台北市立棒球場對戰兄弟象，面對投手張永昌擊出台灣職棒史上第一支全壘打。當時職業棒球雜誌舉辦預測猜獎，內容為預測中職史上首轟的人是誰，預測正確者有資格抽一台28吋的星鑽級彩色電視。然而包括汪俊良自己在內，一萬八千多個參與者中沒有人預測是他，職棒雜誌只好將首獎電視機贈與汪俊良[1]。同一場比賽中汪俊良單場擊出三支安打，也是職棒史上第一位繳出猛打賞球員。
- 1992年於職棒三年犧牲短打33次，締造聯盟史上單季最多犧牲短打紀錄，至今仍未打破。
- 1993年再度對決張永昌，擊出生涯第二支全壘打，與首轟相隔1130天。其生涯全壘打紀錄也僅有兩支。
- 除了聯盟首支全壘打，第一次猛打賞以外，也是聯盟史上第一個發生守備失誤、創造三殺守備的球員。

## 外部連結
- 汪俊良在台灣棒球維基館上的頁面（繁體中文）